# Liste der Mieter im 2 World Trade Center
Das originale 2 World Trade Center (auch bekannt als Südturm, Turm 2, Gebäude 2 oder 2 WTC) war einer der Zwillingstürme des originalen „World Trade Center“-Komplexes in New York City. Der Turm wurde im Jahr 1973 fertiggebaut und eröffnet und war bis zum Dach 415 Meter hoch. Im Gegensatz zum Nordturm hat er auf dem Dach keine Antenne, sondern eine Aussichtsplattform. Sowohl der Südturm als auch der Nordturm hatten Stockwerke für Technik und die gleiche Art von Wänden. Auf dem 107. Stock dieses Gebäudes war die Attraktion Top of the World Trade Center Observatories und auf dem Dach befand sich eine für die Öffentlichkeit zugängliche Aussichtsplattform und ein ungenutzter Hubschrauberlandeplatz in der Mitte. Die Adresse dieses Gebäudes war 2 World Trade Center, wobei der WTC-Komplex den eigenen ZIP-Code 10048 besaß.
Der Südturm wurde zusammen mit dem Nordturm durch die Terroranschläge am 11. September 2001 zerstört. Um 9:03 Uhr Ortszeit wurde der Südturm von United-Airlines-Flug 175 getroffen, 17 Minuten nach dem Nordturm. Obwohl dieser der zweite Turm war, der getroffen wurde, stürzte dieser als erster um 9:59 Uhr ein, nachdem er für 56 Minuten gebrannt hatte. Ungefähr 1.000 der Todesopfer befanden sich im Südturm oder auf dem Boden.
Das neue 2 World Trade Center befindet sich derzeit im Baustopp.

## Mieter
Hinweis: Stockwerke, die  rot  markiert sind, waren jene, die vom Flugzeug des Fluges United Airlines Flight 175 getroffen wurden. Alle über der Einschlagszone sind  dunkelgrau  markiert.
| Stockwerk # | Firmen | Branche                                                                               |
| --- | --- | ------------------------------------------------------------------------------------- |
| 110 | Aussichtsplattform | Tourismus                                                                             |
| 109 | Stockwerk für Technik |                                                                                       |
| 108 | Stockwerk für Technik |                                                                                       |
| 107 | Showtime Pictures, Top of the World Trade Center Observatories (Indoor Observatorium), Sbarro Street Station, Nathan's Famous Hot Dogs, Manhattan Magic, Kodak | Dienstleistungen für Unternehmen, Tourismus, Essen, Entertainment                     |
| 106 | Atlantic Bank of New York | Bank                                                                                  |
| 105 | AON Corporation | Versicherungen                                                                        |
| 104 | AON Corporation, Sandler O'Neill and Partners | Versicherungen, Investment                                                            |
| 103 | AON Corporation | Versicherungen                                                                        |
| 102 | AON Corporation | Versicherungen                                                                        |
| 101 | AON Corporation | Versicherungen                                                                        |
| 100 | AON Corporation | Versicherungen                                                                        |
| 99 | AON Corporation | Versicherungen                                                                        |
| 98 | AON Corporation | Versicherungen                                                                        |
| 97 | Fiduciary Trust Company International | Banken                                                                                |
| 96 | Fiduciary Trust Company International | Banken                                                                                |
| 95 | Fiduciary Trust Company International | Banken                                                                                |
| 94 | Fiduciary Trust Company International | Banken                                                                                |
| 93 | AON Corporation, Regus Business Centers | Versicherungen, Gemeinschaftsarbeit                                                   |
| 92 | AON Corporation | Versicherungen                                                                        |
| 91 | Gibbs &amp; Hill, Raytheon Company, Washington Group International | Ingenieure, Fertigung                                                                 |
| 90 | Fiduciary Trust Company International | Banken                                                                                |
| 89 | Keefe, Bruyette &amp; Woods | Investment                                                                            |
| 88 | Keefe, Bruyette &amp; Woods | Investment                                                                            |
| 87 | New York State Department of Taxation and Finance, Corporation Service Company | Regierung, Finanzen                                                                   |
| 86 | New York State Department of Taxation and Finance | Regierung                                                                             |
| 85 | Harris Beach &amp; Wilcox | Rechtsanwaltschaft                                                                    |
| 84 | EuroBrokers | Finanzen                                                                              |
| 83 | IQ Financial Systems, Chuo Mitsui Trust & Banking | Finanzen                                                                              |
| 82 | Fuji Bank | Banken                                                                                |
| 81 | Fuji Bank | Banken                                                                                |
| 80 | Fuji Bank | Banken                                                                                |
| 79 | Fuji Bank | Banken                                                                                |
| 78 | Skylobby, First Commercial Bank, Baseline Financial Services | Banken, Finanzielles                                                                  |
| 77 | Baseline Financial Services | Finanzielles                                                                          |
| 76 | Stockwerk für Technik |                                                                                       |
| 75 | Stockwerk für Technik |                                                                                       |
| 74 | Morgan Stanley | Investment                                                                            |
| 73 | Morgan Stanley | Investment                                                                            |
| 72 | Morgan Stanley | Investment                                                                            |
| 71 | Morgan Stanley | Investment                                                                            |
| 70 | Morgan Stanley | Investment                                                                            |
| 69 | Morgan Stanley | Investment                                                                            |
| 68 | Morgan Stanley | Investment                                                                            |
| 67 | Morgan Stanley | Investment                                                                            |
| 66 | Morgan Stanley | Investment                                                                            |
| 65 | Morgan Stanley | Investment                                                                            |
| 64 | Morgan Stanley | Investment                                                                            |
| 63 | Morgan Stanley | Investment                                                                            |
| 62 | Morgan Stanley, Demeter Management Corporation | Investment, Keine Informationen                                                       |
| 61 | Morgan Stanley | Investment                                                                            |
| 60 | Morgan Stanley | Investment                                                                            |
| 59 | Morgan Stanley | Investment                                                                            |
| 58 | Bridge Information Systems | Finanzinformationsanbieter                                                            |
| 57 | Hold Brothers | Finanzen                                                                              |
| 56 | Morgan Stanley | Investment                                                                            |
| 55 | Guy Carpenter, Garban Intercapital, Harlows | Rückversicherungen, Investment, Keine Informationen                                   |
| 54 | Guy Carpenter | RückversicherungenRückversicherungen                                                  |
| 53 | Guy Carpenter | RückversicherungenRückversicherungen                                                  |
| 52 | Guy Carpenter | RückversicherungenRückversicherungen                                                  |
| 51 | Guy Carpenter | RückversicherungenRückversicherungen                                                  |
| 50 | Guy Carpenter | RückversicherungenRückversicherungen                                                  |
| 49 | Guy Carpenter, Seabury & Smith | Rückversicherungen, Versicherungen                                                    |
| 48 | Fireman's Fund Insurance Company, Guy Carpenter | Rückversicherungen, Versicherungen                                                    |
| 47 | Guy Carpenter | Rückversicherungen                                                                    |
| 46 | Morgan Stanley | Investment                                                                            |
| 45 | Morgan Stanley | Investment                                                                            |
| 44 | Skylobby, Morgan Stanley | Investment                                                                            |
| 43 | Morgan Stanley | Investment                                                                            |
| 42 | Stockwerk für Technik |                                                                                       |
| 41 | Stockwerk für Technik |                                                                                       |
| 40 | Sitailong International USA, Thacher Proffitt &amp; Wood, LLP | Keine Informationen, Rechtsanwaltschaft                                               |
| 39 | Thacher Proffitt &amp; Wood, LLP | Rechtsanwaltschaft                                                                    |
| 38 | Thacher Proffitt &amp; Wood, LLP | Rechtsanwaltschaft                                                                    |
| 37 | — | —                                                                                     |
| 36 | Frenkel and Company | Versicherungen                                                                        |
| 35 | Frenkel and Company | Versicherungen                                                                        |
| 34 | OppenheimerFunds | Investment                                                                            |
| 33 | OppenheimerFunds | Investment                                                                            |
| 32 | OppenheimerFunds, Commerzbank Capital Markets | Investment, Finanzen                                                                  |
| 31 | OppenheimerFunds | Investment                                                                            |
| 30 | New York Stock Exchange, Hartford Steam Boiler | Finanzen, Versicherungen                                                              |
| 29 | Weatherly Securities Corporation, New York Stock Exchange | Investment, Finanzen                                                                  |
| 28 | New York Stock Exchange, Inc., Big A Travel Agency, Law Office Of Joseph Bellard, Hua Nan Commercial Bank Ltd. | Finanzen, Transportwesen, Anwaltskanzleien, Finanzielle Institutionen                 |
| 27 | — | —                                                                                     |
| 26 | Sun Microsystems | Informationstechnik                                                                   |
| 25 | Sun Microsystems | Informationstechnik                                                                   |
| 24 | Allstate Insurance Company, China Chamber of Commerce, Globe Tour and Travel, SCOR U.S. Corporation, Sinolion, TD Ameritrade | Versicherungen, Organization, Reisen, Versicherungen, Keine Informationen, Investment |
| 23 | SCOR U.S. Corporation, Unistrat Corporation of America | Versicherungen, Ratgeber                                                              |
| 22 | Antal International, Mancini Duffy, NYS Retirement System | Keine Informationen                                                                   |
| 21 | Adecco SA, Career Engine, Mancini Duffy, Matthews & Wright Inc., Taiwan Sugar Corporation | Arbeitsvermittler, Forschung, Architekten, Keine Informationen                        |
| 20 | Thacher Proffitt &amp; Wood, LLP, New York Shipping Association | Rechtsanwaltschaften, Transportwesen                                                  |
| 19 | New York Shipping Association, Waterfront Commission of New York Harbor | Transportwesen, Keine Informationen                                                   |
| 18 | AbraCadabra Digital Printing, Alliance Consulting Group, Weiland International Inc. | Dienstleistungen für Unternehmen, Keine Informationen                                 |
| 17 | New York Institute of Finance | Banken                                                                                |
| 16 | National Development and Research Institute | Forschung                                                                             |
| 15 | Candia Shipping, Orient International (South Korean investment company, later merged with Yuanta Securities) CINDE Costa Rican Investment Board, DigiOrbit Corporation, Millennium Management Resources Inc., Optech Systems Inc., Stallion Commerce Corporation, TD Ameritrade | Keine Informationen, Investment, Keine Informationen, Banken                          |
| 14 | Charna Chemicals, Paging Network of New York, Patinka International (USA), Union Bank of California | Verarbeitendes Gewerbe, Telekommunikation, Dienstleistungen für Unternehmen, Banken   |
| 13 | Verizon Communications | Telekommunikation                                                                     |
| 12 | Verizon Communications | Telekommunikation                                                                     |
| 11 | Verizon Communications, Candia Shipping | Telekommunikation, Güterverkehr                                                       |
| 10 | Verizon Communications | Telekommunikation                                                                     |
| 9 | Verizon Communications | Telekommunikation                                                                     |
| 8 | Stockwerk für Technik |                                                                                       |
| 7 | Stockwerk für Technik |                                                                                       |
| 6 | — | —                                                                                     |
| 5 | — | —                                                                                     |
| 4 | — | —                                                                                     |
| 3 | — | —                                                                                     |
| 2 | TKTS | Ticketschalter                                                                        |
| 1 | Colortek Kodak Imaging Center | Dienstleistungen für Unternehmen                                                      |
| L | Nichols Foundation | Regierung/Schulen                                                                     |
| C | The Mall at the World Trade Center | Einzelhandel                                                                          |
| B | Xerox Document Company, Morgan Stanley, Anthem, NY Chamber of Commerce | Verarbeitendes Gewerbe, Investment, Versicherung, Regierung                           |
| NA | Continental Insurance Company | Versicherungen                                                                        |
| Quellen: CoStar Group Inc.; Wolkenkratzer, ein architektonischer Typus des modernen Urbanismus; zusammengestellt aus AP-Meldungen. | |                                                                                       |

Bemerkung: Die Atlantic Bank of New York zog im Juli 2001 aus, bezahlte aber im September 2001 noch die Miete.